# Северо-Западный пограничный округ
Краснознамённый Северо-Западный пограничный округ (сокращённо — КСЗПО) — военно-административное оперативное объединение (пограничный округ) пограничных войск КГБ СССР и Пограничной службы ФСБ России.
Данное объединение, в разные исторические периоды под различными названиями, осуществляло задачу по охране северо-западной и северной границы СССР и России от Калининградской области до Архангельской области РСФСР.
Ввиду того, что объединение в ходе многочисленных реформ разделялось на отдельные соединения, а после заново объединялось в единое формирование, в статье рассматривается общая история всех соединений, входивших в его состав.

## История формирования

### Предшественники формирования в Российской империи
5 августа 1827 года была создана Таможенная пограничная стража. В 1835 году она была переименована в Пограничную стражу.

Ко второй половине XIX века Российская империя в своей северо-западной и северной оконечности включала в свой состав Финляндию и бывшие балтийские княжества входившие в состав Виленской и Ковенской губернии..
Указом Александра III от 15 октября 1893 года на основе пограничной стражи департамента таможенных сборов Министерства финансов был сформирован Отдельный корпус пограничной стражи, который организационно упорядочил охрану границы. В составе корпуса были сформированы 2 округа в чьи задачи входила охрана северо-западной и северной границы Российской империи по побережью Балтийского и Баренцова морей.
Поскольку Финляндское княжество обладало большей автономией чем к примеру Царство Польское (также входившее в состав Российской империи), была организована охрана границы данного княжества с другими субъектами империи (Олонецкой, Санкт-Петербургской и Архангельской губернией).
Задачей данных округов являлась охрана побережья Баренцова, Белого и Балтийского морей, речной и сухопутной границы с Восточной Пруссией и Финляндией.
С началом Первой мировой войны все пограничные бригады на северо-западных рубежах были переподчинены Военному министерству, дополнительно развёрнуты к штатам военного времени и частично участвовали в боевых действиях.

### Межвоенный период
В январе 1918 года Народный комиссариат по военным делам поставил управлению Отдельного пограничного корпуса задачу составить проект по организации охраны границ Советской республики. По представленному проекту планировалось создание 9 пограничных округов, которое требовало выделения 35 тысяч человек и 10 488 лошадей. Но в связи с упразднением Отдельного пограничного корпуса проект выполнен не был.
По итогам Брестского мира, заключённого 3 марта 1918 года от Советской России была отторгнута Финляндия и губернии образованные на месте бывших прибалтийских княжеств.
Для организации охраны границы 30 марта 1918 года в составе Народного комиссариата по делам финансов было сформировано Главное управление пограничной охраны (ГУПО). Под руководством ГУПО 1 апреля 1918 года началось создание Петроградского округа пограничной охраны.
В составе Петроградского округа пограничной охраны до 16 мая 1918 года были созданы следующие территориальные формирования:
- Беломорский район — 2 подрайона на 12 пограничных застав
- Олонецкий район — 3 подрайона на 10 заставы
- Финляндский район — 3 подрайона на 52 заставы
- Петроградский район — 2 подрайона на 6 застав
- Чудский район — 3 подрайона на 6 застав

29 марта 1918 года решением Военного Совета РСФСР был создан Западный участок отрядов завесы, представлявший собой соединение для защиты границы от вторжения германских войск, который согласно мнению военных историков следует считать за объединение выполнявшее функции пограничных войск.
28 мая 1918 года был подписан Декрет о создании пограничной охраны Советской республики
1 июля 1918 года Пограничная охрана РСФСР передана от Народного комиссариата по делам финансов в состав Наркомата торговли и промышленности.
1 февраля 1919 года по распоряжению Революционного военного совета пограничная охрана была преобразована в пограничные войска. Пограничные округа были переименованы в пограничные дивизии, районы — в пограничные стрелковые полки, подрайоны — в батальоны, дистанции — в роты. Всего было сформировано три пограничные дивизии, в каждой из которых имелось пять полков и пять кавалерийских дивизионов.
В связи с тяжёлой ситуацией на фронтах Гражданской войны, 18 июля 1919 года Совет Труда и Обороны включил пограничные войска в состав действующей армии.
19 января 1921 года решением Совета Труда и Обороны пограничные войска были выведены из состава армии.
Под руководством председателя ВЧК Ф. Э. Дзержинского к июню 1921 года было сформировано 15 пограничных бригад, общей численностью 36 000 человек, что составило меньше половины принятого штата пограничных войск.
В 1937-38 годах создавались Управления пограничных войск при округах НКВД.
Указанные формирования на данный исторический период занимались охраной морской и сухопутной границы с Эстонией, Латвией и Финляндией.

### Советско-финская война (1939—1940)
К концу осени 1939 года руководство СССР встало перед необходимостью в кратчайшие сроки решить вопрос с обеспечением безопасности Ленинграда. Второй по значимости и населённости советский город, являвшийся крупной и практически единственной военно-морской базой на Балтийском море, подвергался потенциальной угрозе из-за близкого расположения к государственной границе.
После развязанных советской стороной боевых действий, которые прошли в период с 30 ноября 1939 года по 12 марта 1940 года, Вооружённым силам СССР удалось значительно отодвинуть государственную границу на север от Ленинграда и на запад от Мурманска.
Активное участие в боевых действиях, наравне с частями РККА, принимали пограничные войска всех трёх пограничных округов (Мурманского, Ленинградского и Карельского). Приказом НКВД СССР от 12.12.1939 года № 001478 от округов были сформированы 7 пограничных полков, каждый численностью в 1500 человек.
Основной задачей поставленной перед пограничными полками, являлось обеспечение безопасности тыла наступающих армий от финских диверсионных групп. По итогам боевых действий, указом Президиума Верховного Совета СССР от 26 апреля 1940 года 4 формирования были награждены орденом Красного знамени:
- 4-й пограничный полк Карельского округа
- 5-й пограничный полк Ленинградского округа
- 6-й пограничный полк Ленинградского округа
- 73-й Ребольский пограничный отряд

Этим же указом 13 пограничникам Карельского округа было присвоено звание Героя Советского Союза.

### Март 1940 — июнь 1941
В связи переносом государственной границы СССР на новые рубежи вглубь прежней территории Финляндии, с января по март 1940 года были сформированы новые пограничные отряды, а Карельский округ был переименован в Карело-Финский округ. Также произошла передислокация некоторых прежних отрядов на северо-запад.
В составе Управления пограничных войск Мурманского округа созданы (названия с географической привязкой встречались в служебных документах того времени):
- 100-й Озерковский пограничный отряд — н. п. Озерко (с 21.01.1940 по 17.03.1940 — 27-й пограничный отряд)
- 101-й Куолоярвинский пограничный отряд — н. п.Куолоярви

В составе Управления пограничных войск Ленинградского округа созданы:
- 102-й Элисенваарский пограничный отряд имени С. М. Кирова — н. п. Элисенваара
- 103-й Алакурттинский пограничный отряд — н. п.Ремпетти

С присоединением Прибалтики к СССР, 26 июля 1940 года был создан Прибалтийский пограничный округ. С его созданием было взято под охрану пограничными войсками обширный участок побережья Балтийского моря на запад до Восточной Пруссии.

### Великая Отечественная война

#### Начальный этап
Пограничные войска НКВД, охранявшие западную границу СССР, 22 июня 1941 года первыми приняли на себя удар от вторжения сухопутных войск вермахта. В основном это коснулось формирований Украинского, Белорусского и Прибалтийского округов.
В отличие от указанных округов, в первые сутки войны в зоне ответственности Мурманского, Карело-Финского и Ленинградского округов совершались только авиационные налёты Люфтваффе и ВВС Финляндии. Советские пограничники визуально наблюдали на финской стороне прибытие и накопление сил противника, осуществление инженерных полевых работ и эвакуацию гражданского населения из приграничной полосы, что указывало на подготовку противника к вторжению.
Вторжение финских и немецких сухопутных войск на территорию СССР на северо-западном и северном направлении было зафиксировано только в 8.40 утра 29 июня 1941 года (спустя неделю после начала войны). Противник несколькими батальонами атаковал пограничные заставы 5-го и 102-го отрядов. На северном направлении, также 29 июля, сухопутные части противника атаковали заставы Рестикентского пограничного отряда Мурманского округа. 30 июля противник силами двух пехотных дивизий пробил оборону границы в районе г. Энсо в зоне ответственности Карело-Финского округа.
В связи с тем что малочисленные подразделения пограничников на западной границе практически полностью уничтожались в приграничных сражениях и физически невозможно было провести статистику потерь, среди безвозвратных потерь свыше 90 % составляют пропавшие без вести. На 1 апреля 1942 года в пограничных войсках числилось убитыми и умершими от ранений — 3684 человека, пропавшими без вести — 35 298 человек, попавшими в плен — 136 человек, ранеными и обмороженными — 8240 человек, выбывшими по разным причинам — 956 человек. Самые большие потери были у пограничных частей Белорусского, Украинского и Прибалтийского округов.
В свою очередь на северной границе и северо-западной границе противник не стал создавать существенного преобладания в живой силе и в технике как на западной границе. Поэтому интенсивность боёв не носила такого тяжёлого характера. Об этом свидетельствуют потери Мурманского округа в период с 22 июня по 20 августа 1941 года: убито и умерло от ран 253, ранено 571 человек.
Подобная расстановка сил объясняется тем, что территории севернее Ленинграда, представляли собой труднодоступную местность на котором продвижение противника возможно было только в 8 направлениях на относительно широком фронте в 1500 километров: Олонецкое, Петрозаводское, Медвежьегорское, Ребольское, Ухтинское, Лоухское, Кандалакшское, Мурманское.

#### Реформирование пограничных войск
С дальнейшим отступлением советских войск на восток, Белорусский, Украинский, Молдавский и Прибалтийский округа фактически прекратили своё существование. Требовалось принятие экстренных мер по реорганизации остатков пограничных войск НКВД на западном направлении. Также требовалась реорганизация формирований Крымского округа на южном направлении, и Ленинградского, Карело-Финского и Мурманского округов на северном и северо-западном направлении, в зоне ответственности которых боевые действия на суше ещё не начались.
Приказом заместителя народного комиссара внутренних дел СССР по пограничным и внутренним войскам генерал-лейтенанта И. И. Масленникова от 26 июня 1941 года остатки уцелевших подразделений пограничных отрядов были выведены в тылы Красной армии и переформированы в пограничные полки НКВД с сохранением порядкового номера. Им была поставлена задача по охране тыла действующей армии, которую они выполняли совместно с внутренними войсками НКВД. Данным приказом остатки пограничных войск бывших пограничных округов на западном направлении, переходили в оперативное подчинение начальникам охраны тыла следующих фронтов:
- войска Молдавского округа — охрана тыла Южного фронта.
- войска Украинского округа — охрана тыла Юго-западного фронта
- войска Крымского округа — охрана тыла Отдельной Приморской армии Южного фронта.
- войска Белорусского округа — охрана тыла Западного фронта. Части пограничных войск Белорусского пограничного округа, дислоцированные на территории Литовской ССР, перешли в управление охраны тыла Северо-западного фронта.
- войска Прибалтийского округа — охрана тыла Северо-западного фронта и Северного фронта.
- войска Ленинградского, Карельского и Мурманского округов перешли в управление охраны тыла Северного фронта.

23 августа 1941 года на основании директивы Ставки ВГК разделён на Ленинградский и Карельский фронты.
30 сентября 1941 года Управление пограничных войск Карело-Финского округа было переформировано в Управление охраны войскового тыла Карельского фронта.
26 июня 1942 года Управление пограничных войск Мурманского округа было преобразовано в Оперативную группу Управления войск НКВД по охране тыла Карельского фронта.
Окончательное решение о полном выводе всех формирований пограничной и конвойной службы НКВД из состава действующей армии произошло по решению Ставки Верховного Главнокомандования 15 декабря 1941 года. Также из пограничников выведенных в тыл, были сформированы истребительные батальоны по борьбе с диверсантами. Задачи по охране тыла действующей армии и по борьбе с диверсантами пограничные формирования выполняли вплоть до завершения боевых действий.
Части Управления пограничных войск Ленинградского округа вместе с войсками Ленинградского фронта перешли к обороне Ленинграда. К Ленинградскому фронту были также переподчинены формирования Прибалтийского округа находившиеся на восточном фланге округа: дислоцированные на полуострове Ханко 99-й отдельный пограничный отряд береговой охраны и дивизион пограничных судов, и выведенные с территории Эстонской ССР 6-й Ракверский и 8-й Хаапсалуский пограничные отряды.
Части Карельского и Мурманского округов вместе с частями Карельского фронта приступили к осуществлению Стратегической оборонительной операции в Заполярье и Карелии, удачное завершение которой в итоге вынудило наступавшего противника перейти к длительной обороне занятых рубежей на 2 года и 10 месяцев.
Фактически пограничники на северной и северо-западной границе, кроме непосредственно возложенных на них задач по охране тыла действующей армии, привлекались к позиционным боям с противником и выполнению рейдов в тылы противника.

#### Выход на границу
По мере освобождения Красной армией оккупированных советских территорий, к середине 1944 года фронт на многих участках отодвинулся на запад к линии довоенной государственной границы СССР.
Постановлением ГКО № 5584сс от 8 апреля 1944 года войскам НКВД было предписано восстановить охрану западной границы. Для этой цели пограничные полки НКВД выполнявшие задачи по охране тыла действующей Красной Армии, были направлены на формирование ранее существовавших Управлений пограничных войск округов НКВД.
В пограничные войска было передано 40 % рядового и начальствующего состава войск НКВД по охране тыла, что позволило сформировать 11 Управлений пограничных войск (УПВ) НКВД округов в составе 34 пограничных отрядов.
10 июня 1944 года началась Выборгско-Петрозаводская наступательная операция. В ходе последовавших боевых действий, советские войска сумели значительно оттеснить финнов. 25 августа 1944 года финны официально запросили у СССР перемирия.
5 сентября боевые действия на Карельском фронте были остановлены и финны полностью освободили занятую советскую территорию.
В начале сентября 1944 года советские пограничники вышли к государственной границе СССР с Финляндией и приступили к её охране.
21 сентября 1944 года были восстановлены Управления пограничных войск НКВД Мурманского, Карело-Финского и Ленинградского округов.
22 ноября 1944 года на базе Латвийского и Эстонского округов был создан Прибалтийский округ.

### Послевоенный период

Госпиталь Северо-Западного пограничного округа в Сестрорецке

Дом отдыха Северо-Западного пограничного округа в Сестрорецке

С окончанием войны к СССР отошла частично территория Восточной Пруссии, которая стала Калининградской областью РСФСР. Её граница с Польшей вошла в зону ответственности Белорусского пограничного округа.
Также по условиям международных переговоров Финляндия потеряла выход к Северному Ледовитому океану, а СССР получил небольшой участок сухопутной границы с Норвегией.
17 октября 1949 года пограничные войска были переподчинены от МВД СССР в состав МГБ СССР.
5 марта 1953 года МГБ был упразднён и пограничные войска снова оказались в составе МВД.
2 июня 1953 года Карело-Финский округ и Мурманский округа объединили в Северный округ с управлением в Петрозаводске.
В 1953 году по приказом МВД СССР № 00320 Управление пограничных войск МВД Литовского округа было преобразовано в Управление пограничных войск Прибалтийского пограничного округа. Данным приказом управление пограничных войск по всем прибалтийским республикам стало единым.
19 февраля 1954 Прибалтийский пограничный округ был упразднён. Его войска и зона ответственности отошли Ленинградскому пограничному округу.
В июне 1955 года Прибалтийский округ был заново создан выделением из состава Ленинградского округа.
10 марта 1956 года Прибалтийский округ был переименован в Западный округ с управлением в Риге.
2 апреля 1957 года пограничные войска переданы в подчинение КГБ СССР.
28 июня 1957 года Западный округ был обратно переименован в Прибалтийский округ. Также в зону ответственности Прибалтийского военного округа была включена граница Калининградской области и граница Литовской ССР с Польшей, которая в довоенное время входила в зону ответственности Белорусского пограничного округа.
22 января 1960 года Прибалтийский округ был расформирован с передачей войск и зоны ответственности в состав Ленинградского округа.
13 сентября 1963 года слиянием Ленинградского и Северного пограничных округов был создан Северо-Западный пограничный округ чья зона ответственности включала сухопутную и морскую границу СССР от Калининградской области до Архангельской области.
27 мая 1968 года Северо-Западный пограничный округ был награждён орденом Красного Знамени.
23 октября 1975 года из состава Северо-Западного пограничного округа был выделен Прибалтийский пограничный округ, в чью зону ответственности вошли Латвийская ССР, Эстонская ССР, Литовская ССР и Калининградская область.
В итоге последнего разделения Северо-Западный пограничный округ получил в зону ответственности побережье Балтийского моря в пределах Ленинградской области, сухопутную границу с Финляндией и Норвегией, побережье Баренцова и Белого морей в пределах Мурманской и Архангельской областей.
В таком виде пограничный округ просуществовал до распада СССР.

### Округ в Российской Федерации
Распад СССР не оказал особого влияния на дальнейшее существование Северо-Западного пограничного округа, поскольку он полностью дислоцировался на территории бывшей РСФСР.
Ввиду необходимости рационализации управления пограничными войсками в условиях изменившейся мировой обстановки и внутреннего устройства России, требовалась реструктуризация прежней системы пограничных округов. Указом Президента России от 1 августа 1998 года Северо-западный пограничный округ был переименован в Северо-Западное региональное управление ФПС России.
В последующем данная организация была переименована в Региональное пограничное управление ФСБ РФ по Северо-Западному Федеральному округу. Данная организация имела большую зону ответственности в отличие от КСЗПО, поскольку к бывшей советской границе по побережью Балтийского моря в пределах Ленинградской области добавились участки сухопутной и морской границ Калининградской и Псковской областей с прибалтийскими государствами и Польшей. Указанное региональное управление было упразднено 1 апреля 2010 года.
На данный момент управление пограничной службы в зоне ответственности бывшего КСЗПО разделено по отдельным субъектам (областям) и осуществляется Пограничными управлениями ФСБ.

## Состав округа

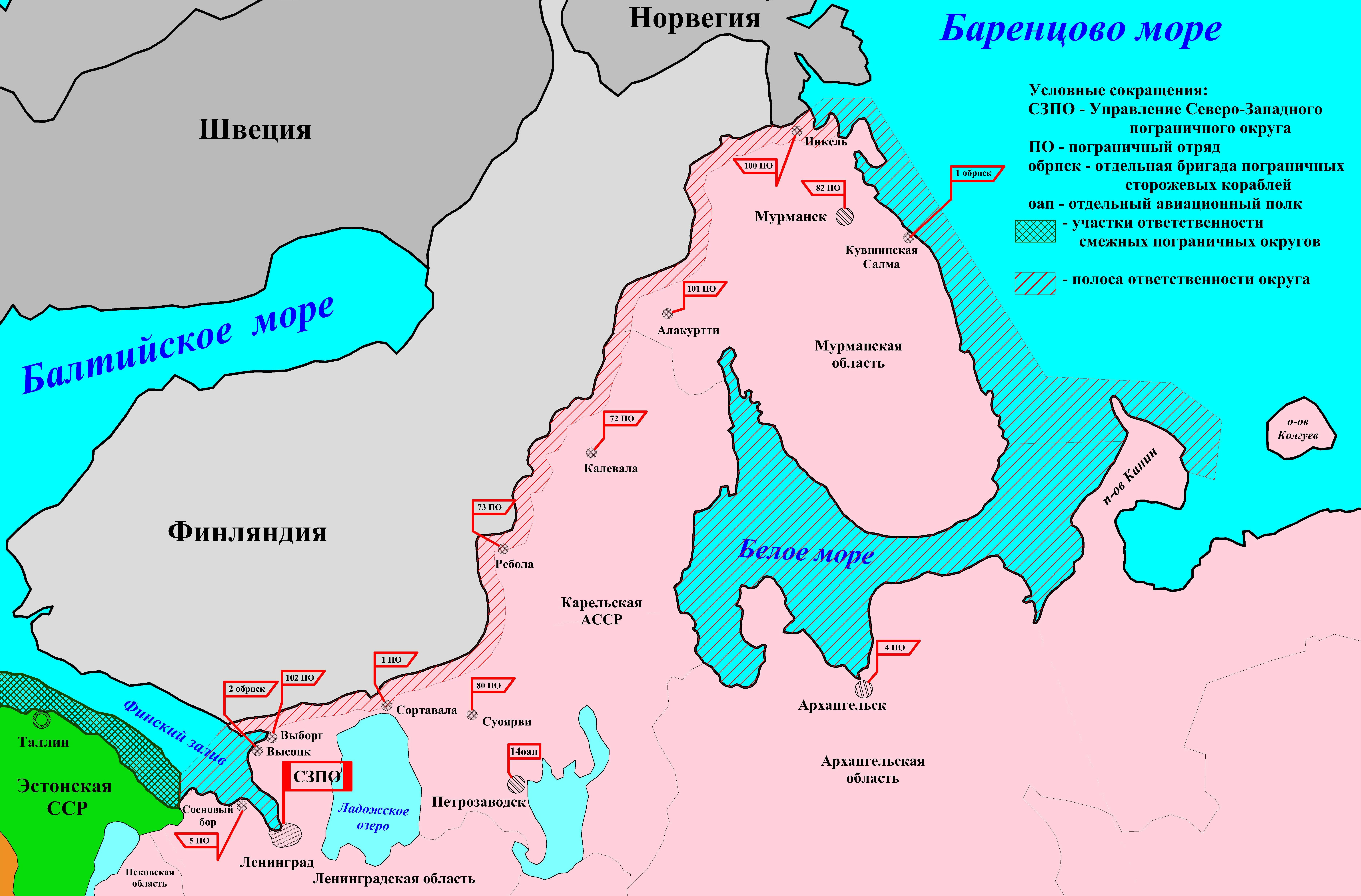
Северо-Западный пограничный округ на 1991 год.
Расположение отрядов

Состав Северо-Западного пограничного округа перед распадом СССР. Отряды указаны по расположению вдоль границы с востока на запад и с севера на юг:
- Управление округа — Ленинград
  - Комендатура управления округа (в/ч 2448) — Ленинград
- 4-й Архангельский пограничный отряд (в/ч 9794)
- 82-й Мурманский Краснознаменный пограничный отряд (в/ч 2173)
- 100-й Никельский пограничный ордена Красной Звезды отряд (в/ч 2200)
- 101-й Алакурттинский пограничный отряд (в/ч 2201)
- 72-й Калевальский пограничный ордена Красной Звезды отряд (в/ч 2143)
- 73-й Ребольский пограничный Краснознаменный отряд (в/ч 2146)
- 80-й Суоярвский Краснознаменный пограничный отряд (в/ч 2150)
- 1-й Сортавальский пограничный Краснознаменный отряд (в/ч 2121)
- 102-й Выборгский Краснознамённый пограничный отряд имени С. М. Кирова (в/ч 2139)
- 5-й Ленинградский пограничный отряд имени Ю. В. Андропова (в/ч 9816) — Сосновый бор
- 107-й отдельный трижды орденов Красной Звезды и Александра Невского батальон связи (в/ч 2209) — Сестрорецк
- 4-я межокружная школа сержантского состава (в/ч 2416) — Сортавала
- 14-й отдельный авиационный полк (в/ч 2397) — Петрозаводск
- 1-я отдельная Краснознамённая бригада пограничных сторожевых кораблей (в/ч 2289) — г. Кувшинская Салма
- 2-я отдельная бригада пограничных сторожевых кораблей (в/ч 2241) — г. Высоцк
- Отдельный контрольно-пропускной пункт «Выборг»
- Отдельный контрольно-пропускной пункт «Ленинград»
- Окружной военный госпиталь (в/ч 2517) — Петрозаводск
- Окружной военный госпиталь (в/ч 2518) — Сестрорецк
- 51-я отдельная инженерно-строительная рота (в/ч 3339) — Петрозаводск

## Начальники войск пограничного округа
Список начальников войск округа приведён по периоду с 13 сентября 1963 года по 1991 год:
- генерал-лейтенант Ионов, Петр Иванович (март 1963 — декабрь 1968)
- генерал-лейтенант Секретарёв, Константин Фёдорович (26 декабря 1968 — 6 ноября 1975)
- генерал-лейтенант Викторов, Александр Григорьевич (ноябрь 1975—1992)
- генерал-лейтенант Вьюнов, Владимир Исаевич (1992—1998)

## Герои Советского Союза

### Советско-финская война (1939—1940)
Военнослужащие пограничных войск НКВД Карельского округа, удостоенные звания Герой Советского Союза за участие в Советско-финской войне (1939—1940) (все награждены одним указом Президиума Верховного Совета СССР от 26 апреля 1940 года):
- Загаринский, Александр Григорьевич — пулемётчик 4-го пограничного полка.
- Зиновьев, Иван Дмитриевич — командир роты 4-го пограничного полка.
- Киселёв, Семён Сергеевич — военный комиссар 5-го пограничного полка.
- Кобзун, Иван Михайлович — командир пулемётного взвода 5-го пограничного полка.
- Коренчук, Феодосий Павлович — заместитель политрука сапёрного взвода 4-го пограничного полка НКВД Карельского округа.
- Кузякин, Гавриил Васильевич — стрелок 2-й роты 5-го пограничного полка НКВД Карельского округа.
- Лужецкий, Андрей Гаврилович — командир пулемётной роты 5-го пограничного полка.
- Петренко, Дмитрий Филиппович — командир пулемётного взвода 4-й роты 4-го пограничного полка. Звание присвоено посмертно.
- Петров, Григорий Петрович — командир роты 4-го пограничного полка. Звание присвоено посмертно.
- Пушанин, Иван Иванович — политрук 3-й роты 4-го пограничного полка. Звание присвоено посмертно.
- Ракус, Дмитрий Иванович — командир миномётного взвода 4-го пограничного полка НКВД Карельского округа. Звание присвоено посмертно.
- Самсонов, Владимир Андреевич — стрелок 3-й роты 4-го пограничного полка.
- Спеков, Александр Васильевич — телефонист взвода связи 2-го пограничного полка. Звание присвоено посмертно.

### Великая Отечественная война
Военнослужащие пограничных войск НКВД Карело-Финского округа, удостоенные звания Герой Советского Союза за участие в Великой Отечественной войне:
- Кайманов, Никита Фадеевич — начальник отделения боевой подготовки штаба 80-го пограничного отряда Карело-Финского округа. Звание присвоено 26 августа 1941 года.